# عرفج

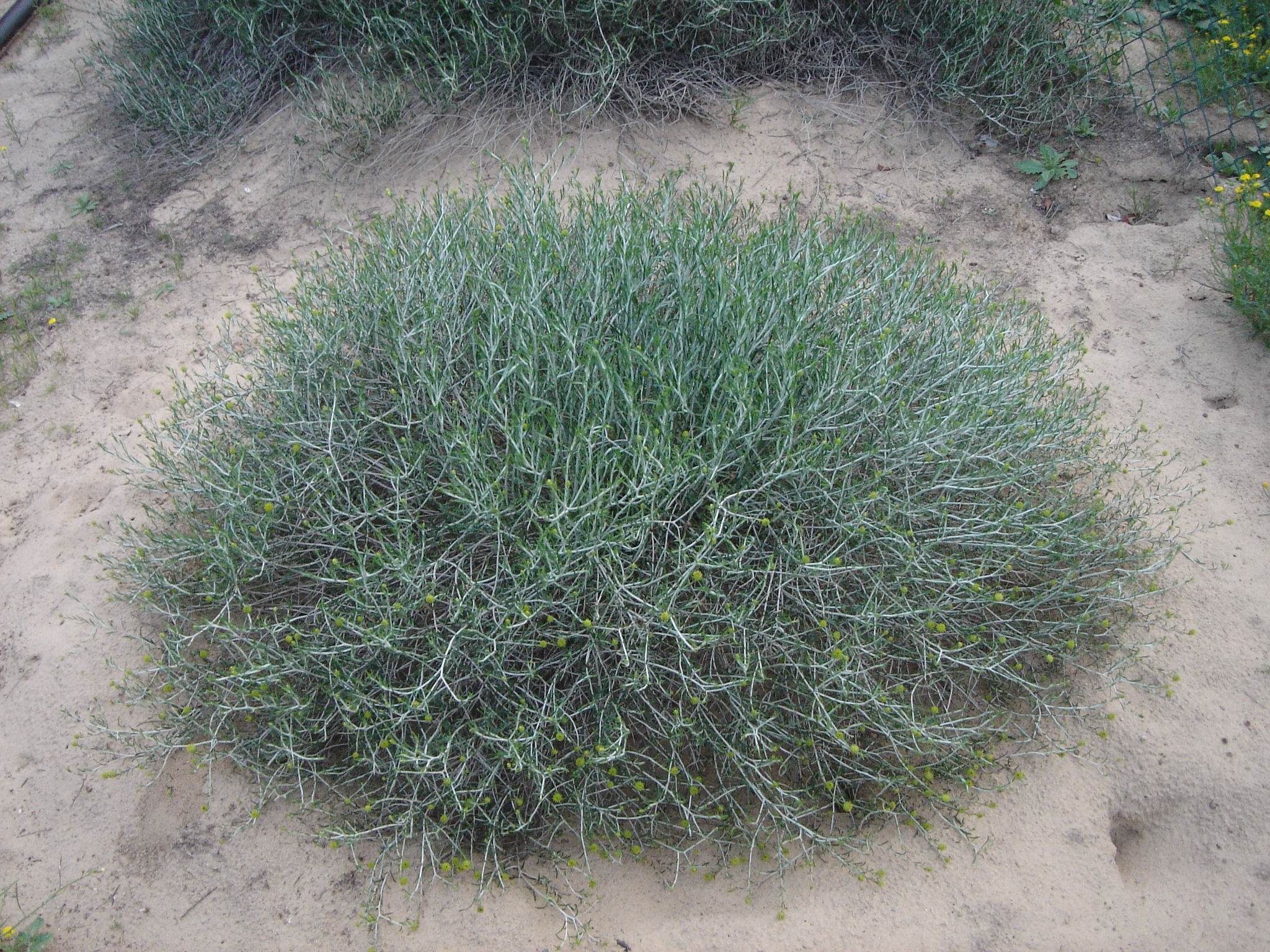

العرفج نبات شجيري معمر يكثر في السهول ذات الرمل والحصى وتراه في العراق والكويت والمملكة العربية السعودية، وهو الزهرة الوطنية للكويت، وقد أمرت الكويت بألا يقطع إلا في المزارع الخاصة خوفا عليه من أن يفنى.
قال ابن منظور في لسان العرب "عرفج: العَرْفَج والعِرْفج: نَبْتٌ، وَقِيلَ: هُوَ ضَرْبٌ مِنَ النَّبَاتِ سُهْلِيٌّ سَرِيعُ الِانْقِيَادِ، وَاحِدَتُهُ عَرْفَجَة".

## صفته
طول العرفجة من 25 إلى 90 سنتيمتر أي من شبرين وربع إلى 8 أشبار بالتقريب، أوراقها كالزيتون شكلا وتسقط صيفا فتجرد الساق والفروع حتى تُمطر في الشتاء، ولا يزيد ورقها السهمي على سنتيمترين اثنين ولها أسنان كالشوك. والساق غبراء ذات زغب، تزهر في شهر إبريل ومايو ويونيو أي في الذراعين إلى التويبع، وأزهارها صفراء شعاعية.

## جدواه
إن العرفج من أطيب نبت الصحاري أكلا للإبل وأحسنها وقودا للنار، وقد جار لفائدته الناسُ في قطعه فبات نادرا في الكويت.

## من الأدب
ذكر لبيد بن ربيعة العامري نبات العرفج في معلقته حيث قال:
أي هبت ريح الشمال على النار وقد خلطت بالغض واليابس من العرفج فصارت كدخان نار قد ارتفع أعاليها وسنام الشيء أعلاه. شبّه الشاعر الغبار الساطع من قوائم العير والأتان (العير الحمار الذكر والأتان أنثى الحمار) بنار أوقدت بحطب يابس تسرع فيه النار وحطب غض وجعلها كذلك ليكون دخانها أكثف فيشبه الغبار الكثيف ثم جعل هذا الدخان الذي شبه الغبار به كدخان نار قد سطع أعاليها في الاضطرام والالتهاب ليكون دخانه أكثر.
ومن أَمثال العرب:
أَي: أَصابها وهي يابسة فاخضرّت 